# 不孤獨
《不孤獨》是台灣歌手嚴爵的第二張國語大碟，於2011年5月10日開始預購，並在2011年5月27日推出，由相信音樂發行。

## 簡介
專輯本來只有十一首歌，於美國洛杉磯進行後期工作，不過他在洛杉磯時因2011年日本東北地方太平洋近海地震有感而寫下《好的事情》。這最後完成的一曲後來成為了碟中第一主打歌。
第一主打《好的事情》在5月5日於Hitoradio派台，以簡單歌詞表達珍惜生命的意義。

## 曲目
所有曲目及大部分歌詞皆由嚴爵親自創作。
1. 謝謝你的靈感
  - 作曲：嚴爵，作詞：嚴爵，編曲：嚴爵
  - 新加坡第二主打歌， 以這歌感謝歌迷帶給他的靈感。
2. 全世界最最美麗的女孩子（Interlude）
  - 和葉天倫進行相聲引出下一首歌《李唐娜》。
3. 李唐娜
  - 作曲：查利·帕克、嚴爵，作詞：嚴爵，編曲：嚴爵
  - 由爵士樂老歌《Donna Lee（英语：Donna Lee）》延伸改編的樂曲。
4. 好的事情
  - 台灣第一主打歌，新加坡第一主打歌 三立電視《醉後決定愛上你》片尾曲
  - 作曲：嚴爵，作詞：嚴爵、黃婷，編曲：洪敬堯
  - 十二首歌中的第一主打曲目，描寫超越男女之間的愛。[4]
  - 此曲目亦成為台灣各級學校的畢業代表曲
  - 香港歌手胡鴻鈞在其《雙飛》專輯改編為粵語版《幸福》。
5. 拿你的意志力
  - 作曲：嚴爵，作詞：嚴爵，編曲：嚴爵
  - 與小男孩胡見宇、黑人女性Sue Ann Carwell述說其價值觀。[4]
6. 又不是這樣就不孤獨
  - 作曲：嚴爵，作詞：黃婷，編曲：嚴爵
  - 台灣第二主打歌，三立電視《醉後決定愛上你》插曲
  - 專題第二主打歌，一首英倫搖滾，也是唯一一首他沒有參與作詞的作品。[4]
7. 沒有你怎麼辦
  - 台灣第三主打歌，中天電視《戀戀阿里山》主題曲
  - 作曲：嚴爵，作詞：嚴爵，編曲：嚴爵
8. 沒有旋律配得上你
  - 作曲：嚴爵，作詞：嚴爵、黃婷，編曲：嚴爵，Feat.：劉若英
  - 中天電視《戀戀阿里山》片尾曲
  - 電影《隱婚男女》主題曲
  - 十二首歌中的首先公開的一首歌。
9. 無法想像
  - 作曲：嚴爵，作詞：嚴爵、陳沒，編曲：嚴爵
  - 走鋼琴搖滾路線的作品。[4]
10. 明星的愛
  - 作曲：嚴爵，作詞：嚴爵，編曲：嚴爵
  - 台灣第四波主打
  - 融合其第一張專輯《謝謝你的美好》中《困在台北》及《一心二用》而催生的歌。[4]
11. 真的
  - 作曲：嚴爵，作詞：嚴爵，編曲：嚴爵
  - 指明送給歌迷的作品。[4]
12. 隔壁大樓
  - 作曲：嚴爵，作詞：嚴爵，編曲：嚴爵
  - 好友蕭閎仁化名「火鍋王」合作和音。

## 唱片版本
- 正式版
- 預購獨享版
- 預購分享版

## 音樂錄影帶
| 歌名                                      | 執導   | 首播日期      | 首播頻道                     | 附註 |
| ----------------------------------------- | ------ | ------------- | ---------------------------- | ---- |
| 好的事情 （页面存档备份，存于）           | 徐筠軒 | 2011年5月9日  | MTV                          |      |
| 又不是這樣就不孤獨 （页面存档备份，存于） | 丹修一 | 2011年5月24日 | MTV                          |      |
| 沒有你怎麼辦 （页面存档备份，存于）       | 游紹   | 2011年6月29日 |                              |      |
| 明星的愛 （页面存档备份，存于）           | 游紹   | 2011年8月27日 | 《沒有你怎麼辦》演唱會中首播 |      |

## 派台歌成績

### 台湾
| 年份 | 歌曲               | 幽浮 | Hito | MTV | Channel V |
| 2011 | 好的事情           | 2    | 2    | 3   | 8         |
|      | 又不是這樣就不孤獨 | 1    | 2    | 2   | 6         |
|      | 沒有你怎麼辦       | 4    | 2    | 4   | 7         |
|      | 明星的愛           | -    | -    | -   | 15        |

(*)表示仍在榜上
粗體表示冠軍歌

### 香港
| 年份 | 歌曲         | 903 | TVB | 997         | RTHK |
| 2011 | 好的事情     | -   | -   | 1（國語力） | -    |
|      | 沒有你怎麼辦 | -   | -   | 3（國語力） | -    |

(*)表示仍在榜上
粗體表示冠軍歌

### 新加坡
| 年份 | 歌曲               | YES933 | Radio1003 |
| 2011 | 沒有旋律配得上你   | 6      | 2         |
|      | 好的事情           | 1      | 3         |
|      | 谢谢你的灵感       | 4      | -         |
|      | 沒有你怎麼辦       | -      | 1         |
|      | 又不是這樣就不孤獨 | 9      | -         |

(*)表示仍在榜上
粗體表示冠軍歌

### 马来西亚
| 年份 | 歌曲             | 988 |
| 2011 | 沒有旋律配得上你 | 8   |
|      | 好的事情         | 10  |

(*)表示仍在榜上
粗體表示冠軍歌

## 備註
1. ↑  不孤獨(預購獨享版) Five Music - 五大唱片(5大唱片) （页面存档备份，存于），2011年5月30日 (一) 17:20 (UTC+8)查閱（繁體中文）
2. 1 2 3  . 腾讯网.   [2020-04-19]. （原始内容存档于2021-02-03）.
3. ↑  嚴爵作品第二章 全創作全新專輯〔不孤獨〕 - Sky Music （页面存档备份，存于），2011年5月30日 (一) 18:00 (UTC+8)查閱（繁體中文）
4. 1 2 3 4 5 6 7 8  資料來源於專輯文案。
5. ↑  Hitoradio | 音樂人物 | 單曲首播 （页面存档备份，存于），2011年5月7日 (六) 10:25 (UTC+8)查閱（繁體中文）